# Rheinturm
Rheinturm — телевизионная и радиовещательная башня, расположенная в г. Дюссельдорфе — столице федеральной земли Северный Рейн-Вестфалия. Имея высоту 240,5 м, является наивысшим сооружением в городе. Используется для размещения антенн аналогового телевидения, антенн DVB-T, радиослужб УКВ-диапазона, а также как смотровая площадка. Башня является одним из символов Дюссельдорфа. Ежегодно башню посещают примерно 300 000 человек.

## Расположение
Башня установлена в парке на берегу Рейна на высоте 36,6 м над уровнем моря в непосредственной близости от старого города. Рядом с башней располагается здание ландтага Северного Рейна-Вестфалии, мост Rheinkniebrücke, комплекс зданий и сооружений Дюссельдорфской гавани, офисный и правительственный центр Stadttor. 
 Рядом с телебашней находятся остановки трамваев маршрутов 704 и 709.

## История
Первая телевизионная вышка Дюссельдорфа была сооружена в 1960—1961 годах в районе Герресхайм на высоте 115 м над уровнем моря. Благодаря этому, имея высоту всего 75 м, эта телевышка удовлетворяла потребностям своего времени. Однако с увеличением количества теле- и радиостанций возникла проблема с размещением новых антенн. Кроме того, неудобство вызывала удаленность телевышки от телецентра, расположенного в центре города на улице графа Адольфа. 
 В 1977 году был объявлен конкурс на лучший проект новой городской телебашни. Кроме чисто технических условий, выдвигались требования по соответствию дизайна башни общей городской застройке. Башня должна была стать эстетичной доминантой центра города. В конце 1978 года были оглашены результаты конкурса. Победителем стал проект архитектора Харальда Дайльманна. 
 20 января 1979 года были начаты строительные работы. Заказчиком строительства выступила Федеральная почта Германии, планирование несущей конструкции и строительный надзор вменялся в обязанность инженерам фирмы Dyckerhoff und Widmann.

## Строительство и технические особенности

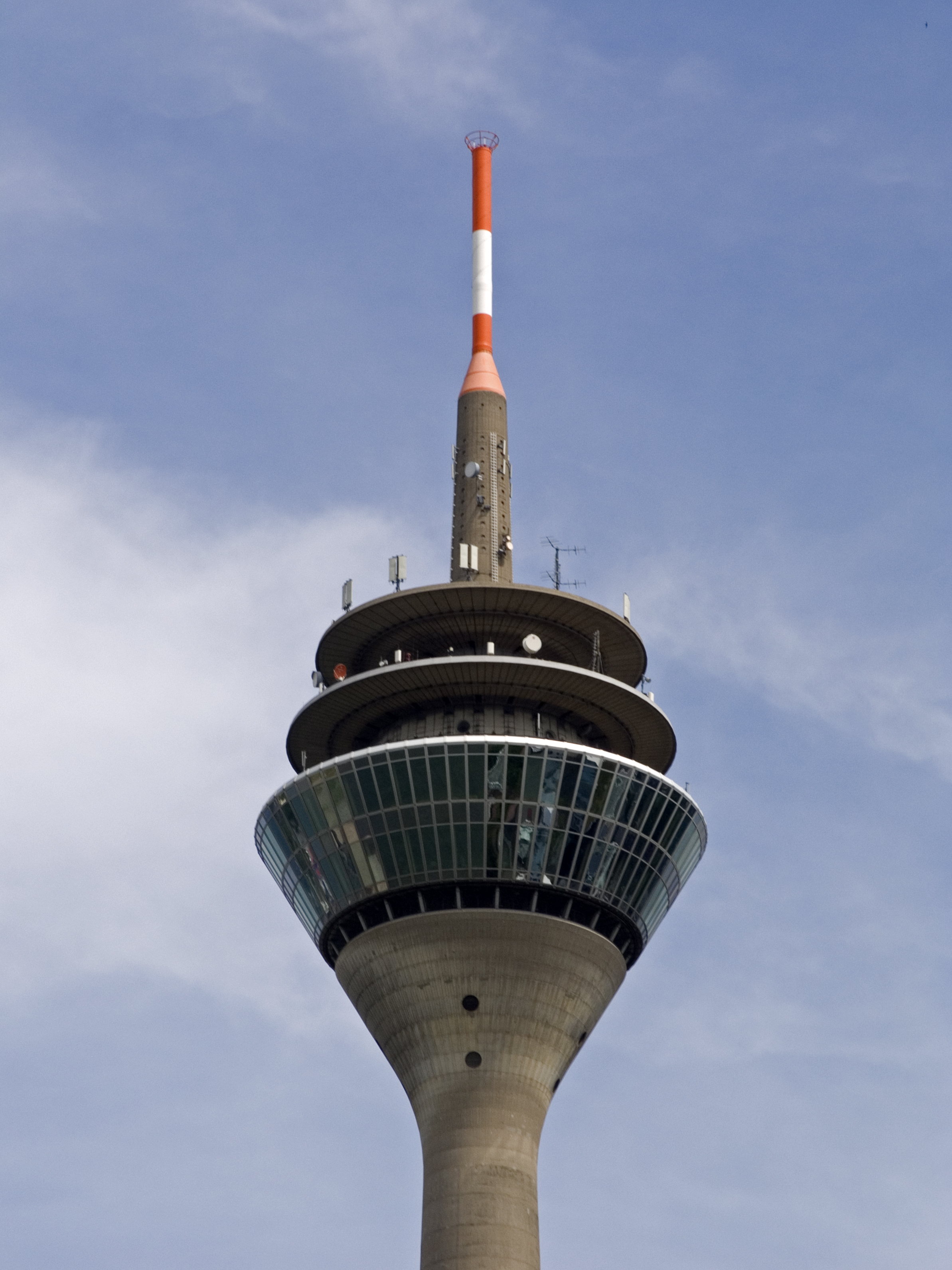

20 января 1979 года было начато строительство бетонной конструкции с применением объёмно-переставной (тоннельной); опалубки, подобной таким, какие применяются при строительстве градирен. В начале была сооружена платформа диаметром 35,5 м, затем —
бетонная чашеобразная «корзина», которая впоследствии ступенчато поднималась домкратом на 2,5 м и под неё заливался бетонный цилиндр. Подъем «корзины» осуществлялся, пока верхняя точка её навершия не достигла отметки 218,2 м. Подобным образом сооружался и внутренний цилиндр. Таким образом «ствол» башни представляет собой два соосных цилиндра, которые сооружались параллельно друг с другом. Rheinturm — это единственная телебашня в мире, построенная по такому принципу. Одновременно с башней «рос» и башенный кран. Сооружение бетонной конструкции было завершено во второй половине 1980 года. Толщина стен цилиндров составляет 35 см внизу башни и 25 см у основания «корзины». Диаметр «ноги» башни у основания составляет 27 м. Во внутреннем цилиндре размещены лестница из 960 ступеней и 4 лифта: два из которых используются для посетителей, один для обслуживающего персонала и один — грузовой. 
Остекление «корзины» было окончено в марте 1981 года. Внутри «корзины» разместились технические помещения, смотровая площадка и вращающийся ресторан. 16-метровая антенна была установлена 23 апреля 1981 года. На сооружение башни ушло 7500 м³ бетона и 1100 т арматурной стали. Официальное открытие Rheinturm состоялось 1 марта 1982 года. 17 октября 2004 года при помощи вертолета Ка-32 ОКБ «Камова» была заменена старая пластиковая антенна на новую из стеклопластика с поддержкой DVB-T. При этом общая высота башни увеличилась с 234,2 м до 240,5 м. 
 В настоящее время собственником Rheinturm является компания Deutsche Funkturm — дочернее предприятие Deutsche Telekom.

## Высотные характеристики[4]
- Высота антенны — 240,5 м
- Высота крыши — 218,2 м
- Высота ресторана — 174,5 м

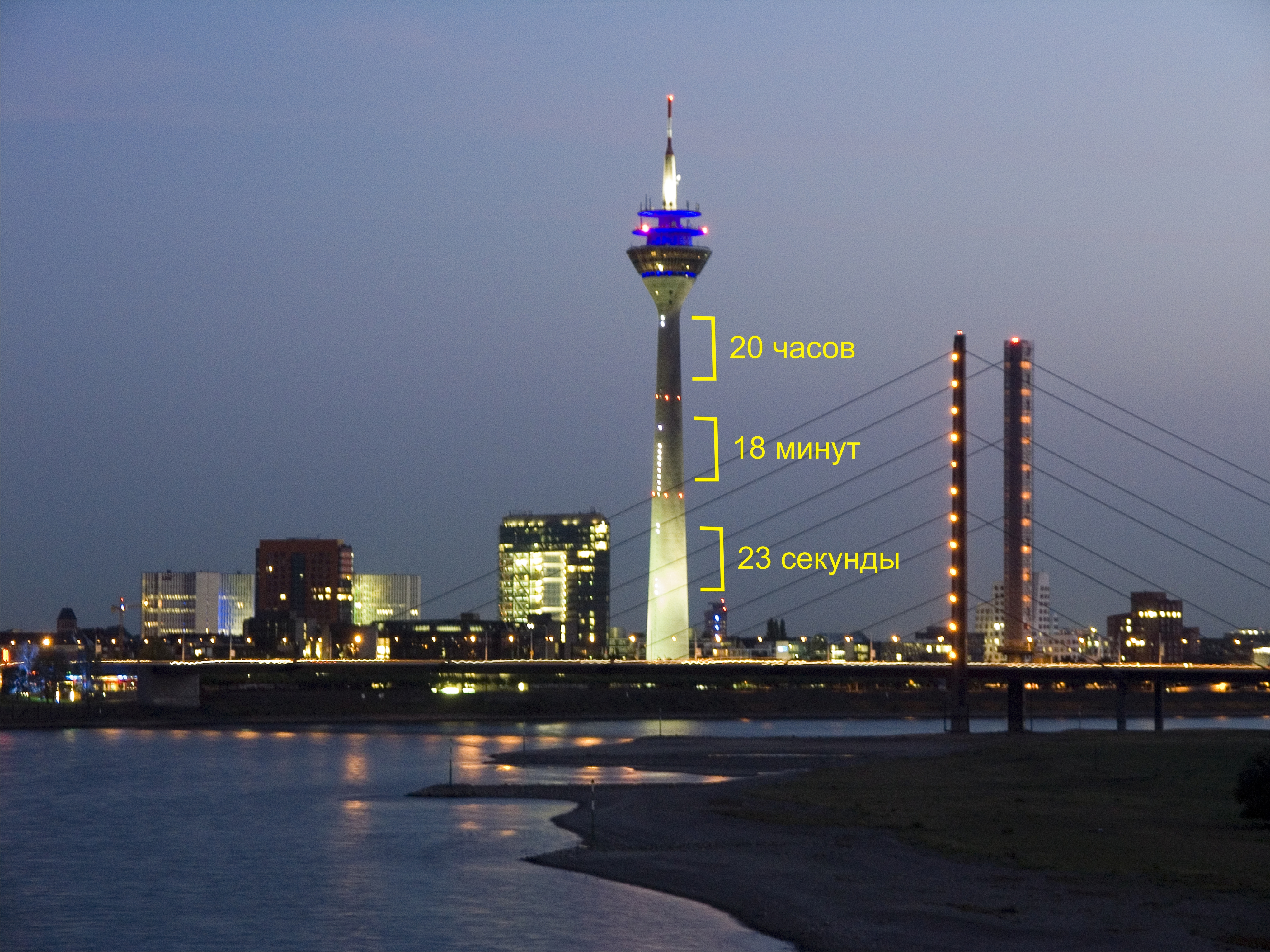
Световые часы

- Высота смотровой площадки — 166,3 м
- Глубина основания — −11 м

## Световые часы
По проекту архитектора и дизайнера Хорста Баумана в «ноге» башни смонтированы 62 светильника, разбитые на десятичные группы, по которым можно определять текущее время (GMT+1). Читать их показания следует сверху вниз (часы—минуты—секунды). Световая вертикальная линия белых огней разделена короткими красными горизонтальными линиями огней на три парных отрезка, соответствующих двузначному числу часов, минут и секунд.  Эти часы согласно книге рекордов Гиннесса являются самыми большими часами в мире. Изначально такие часы планировалось разместить в пилоне дюссельдорфского моста Rheinkniebrücke, но удалось реализовать этот замысел только при строительстве Rheinturm.

## Галерея

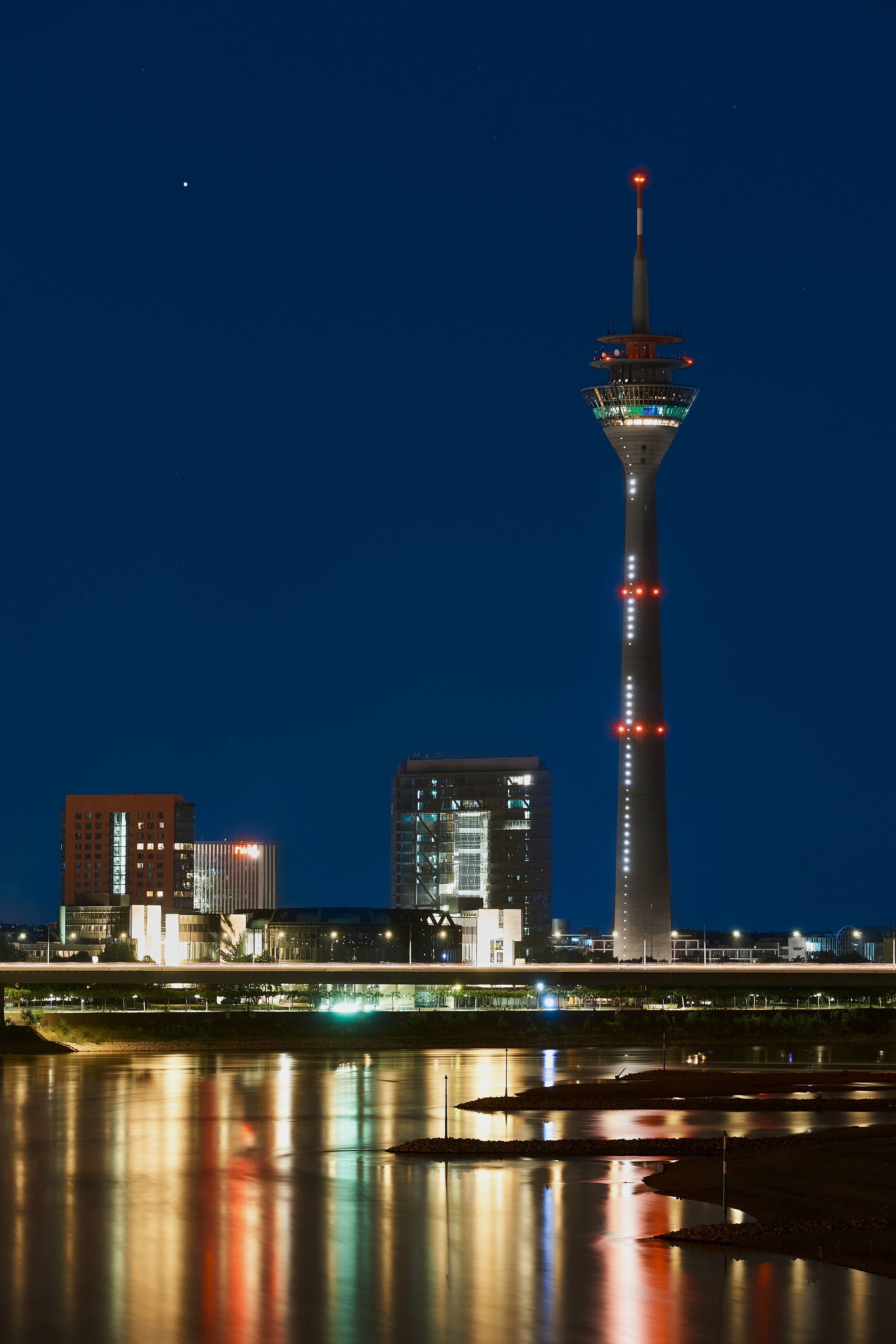
Rheinturm в голубой час
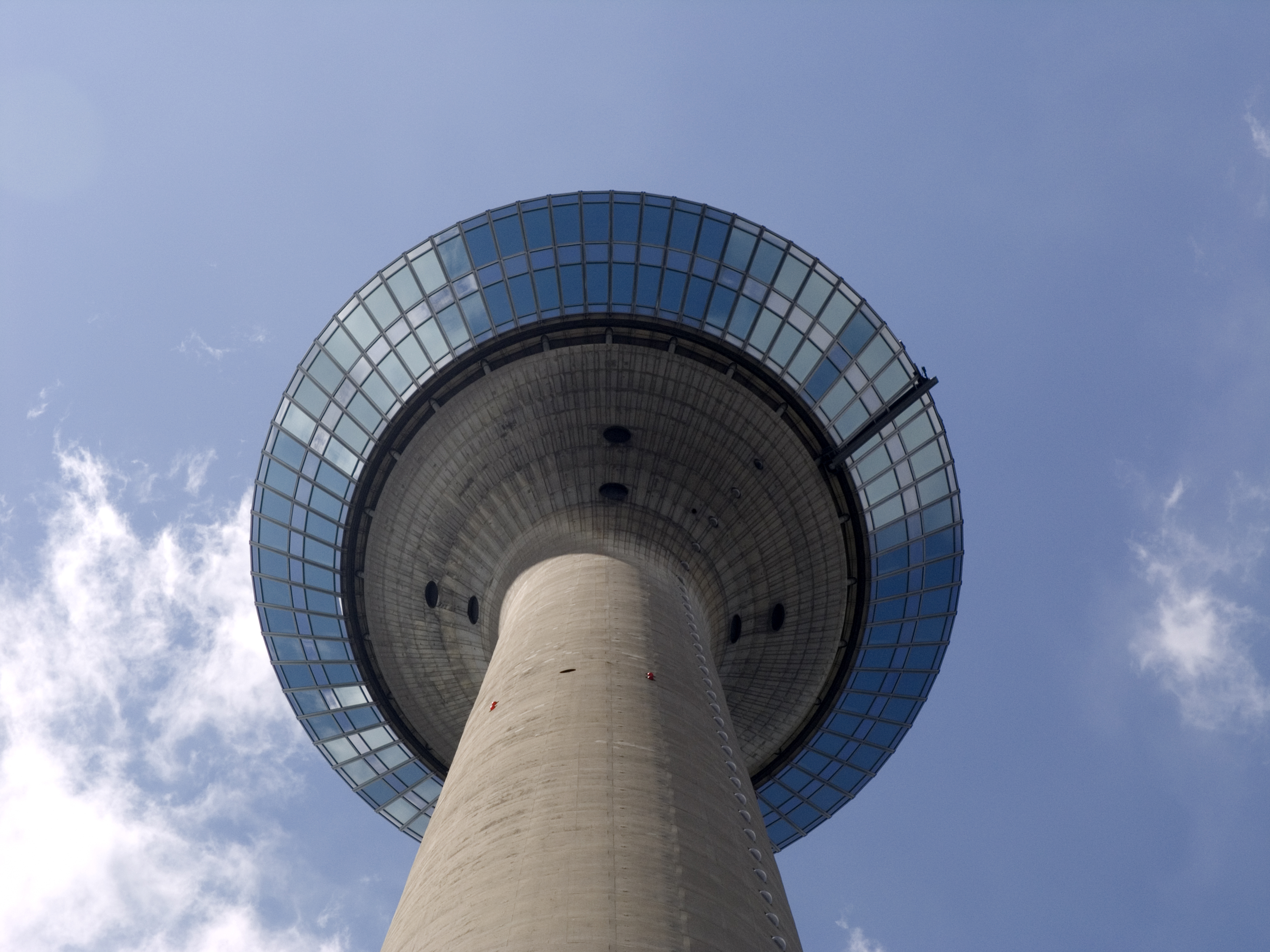
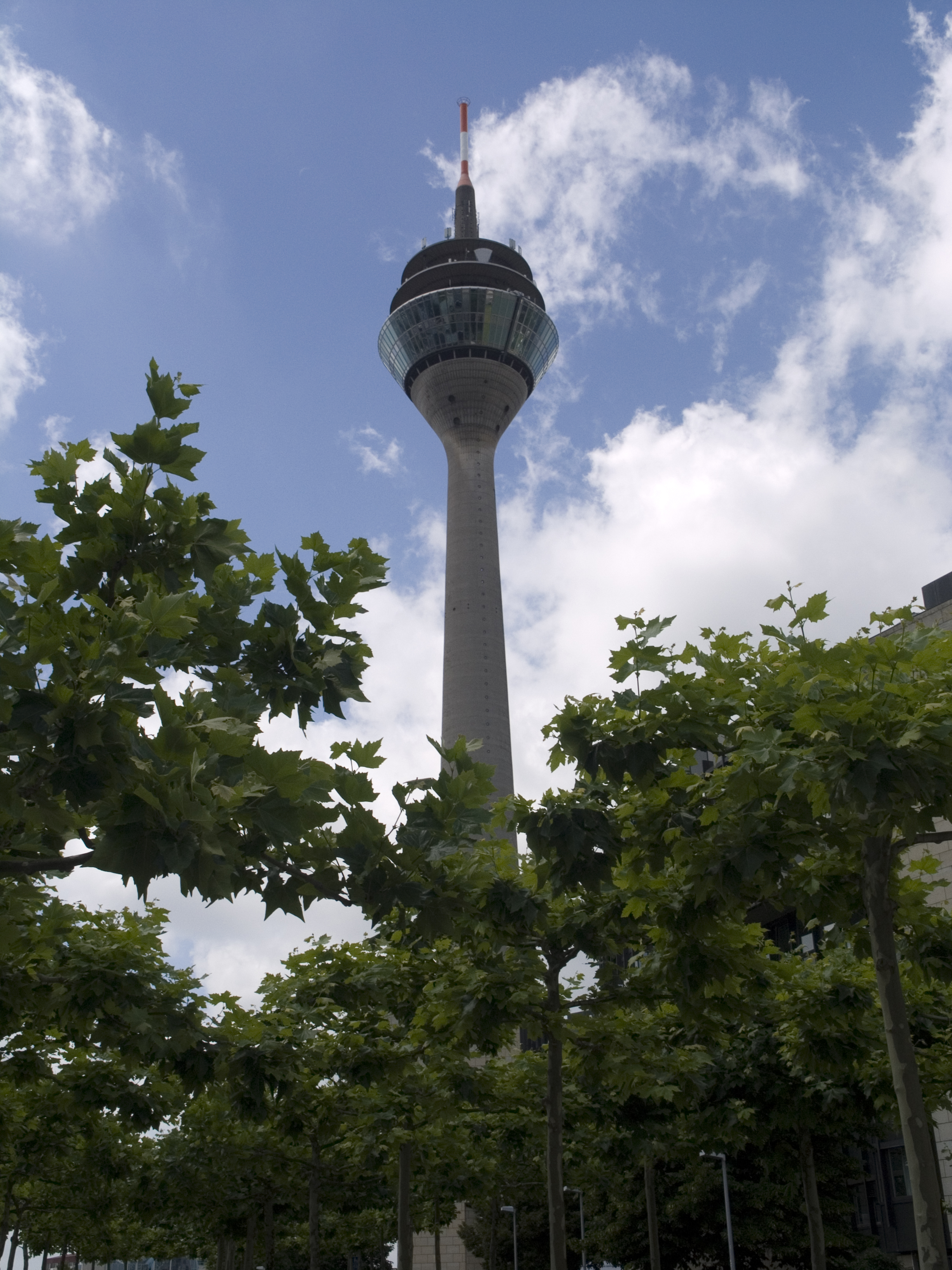
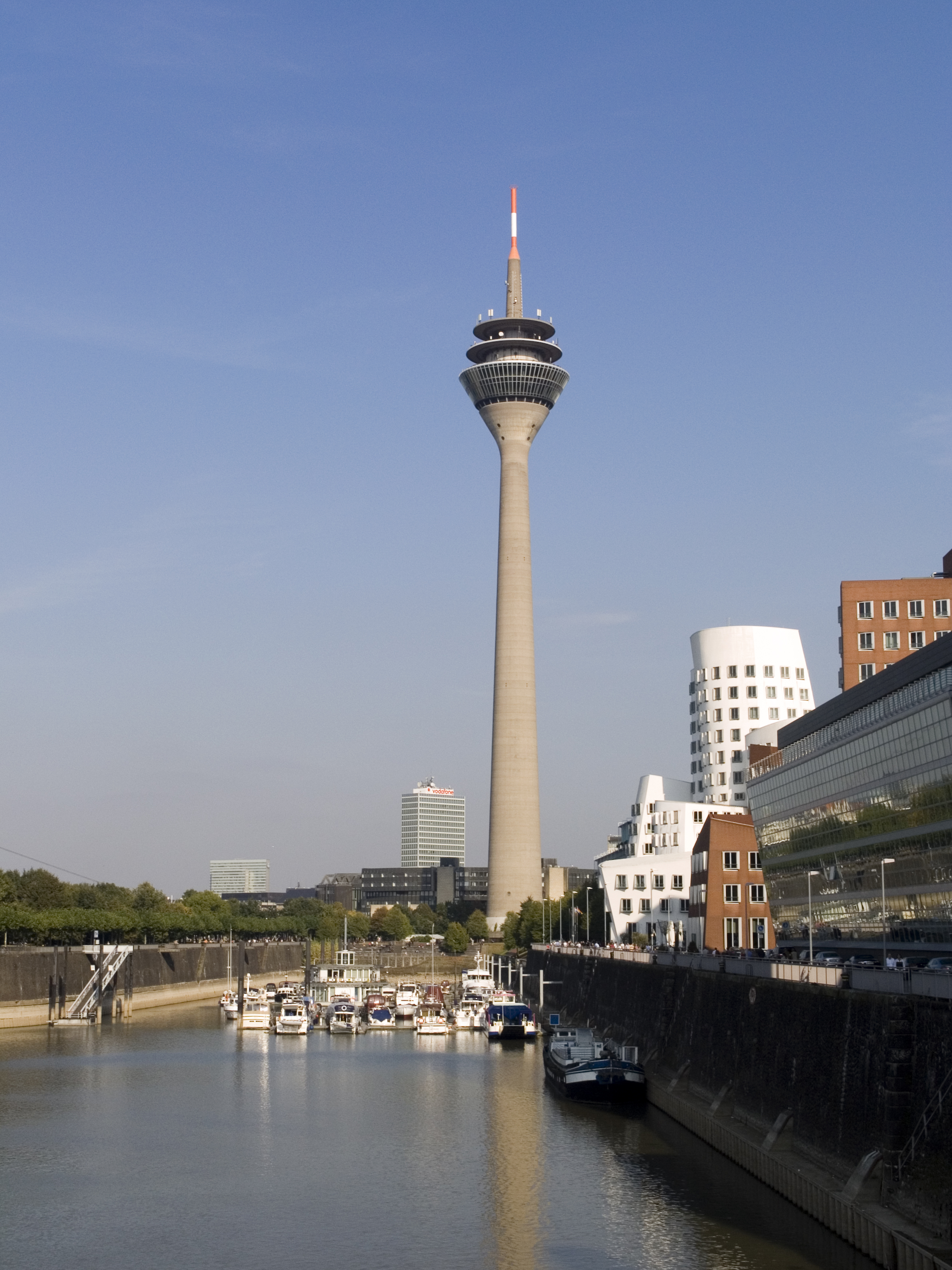
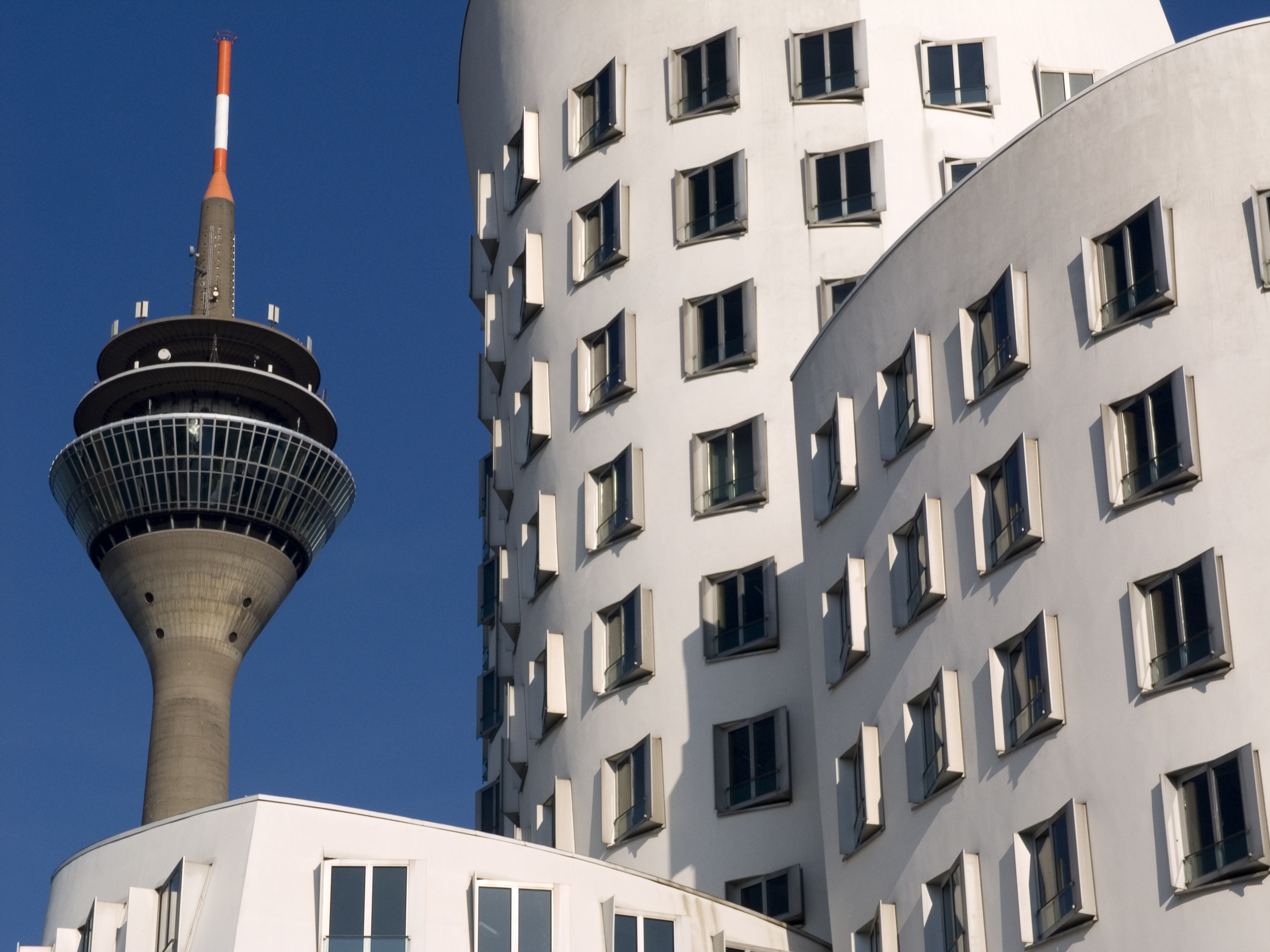
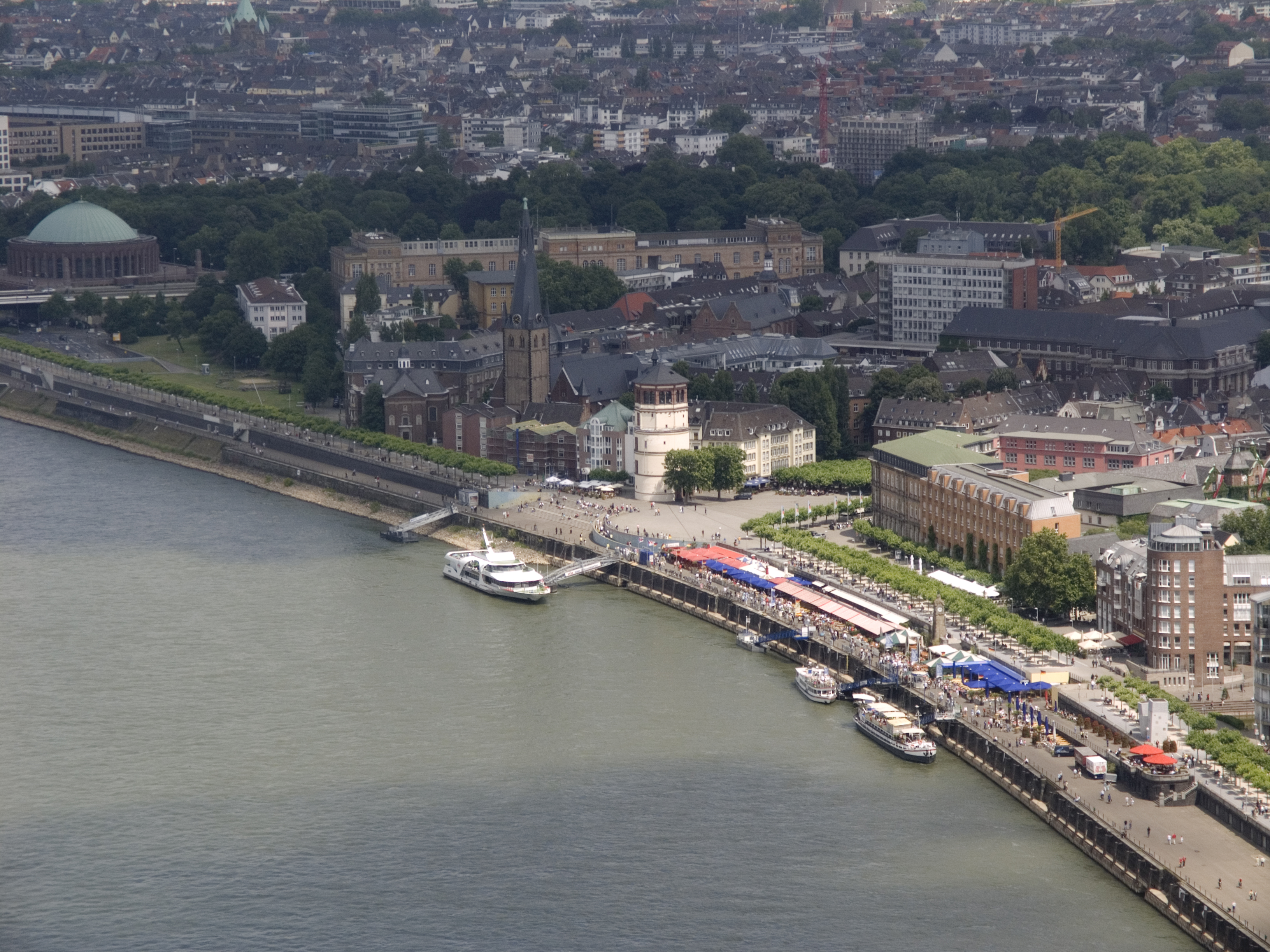
Вид на Рейнскую набережную
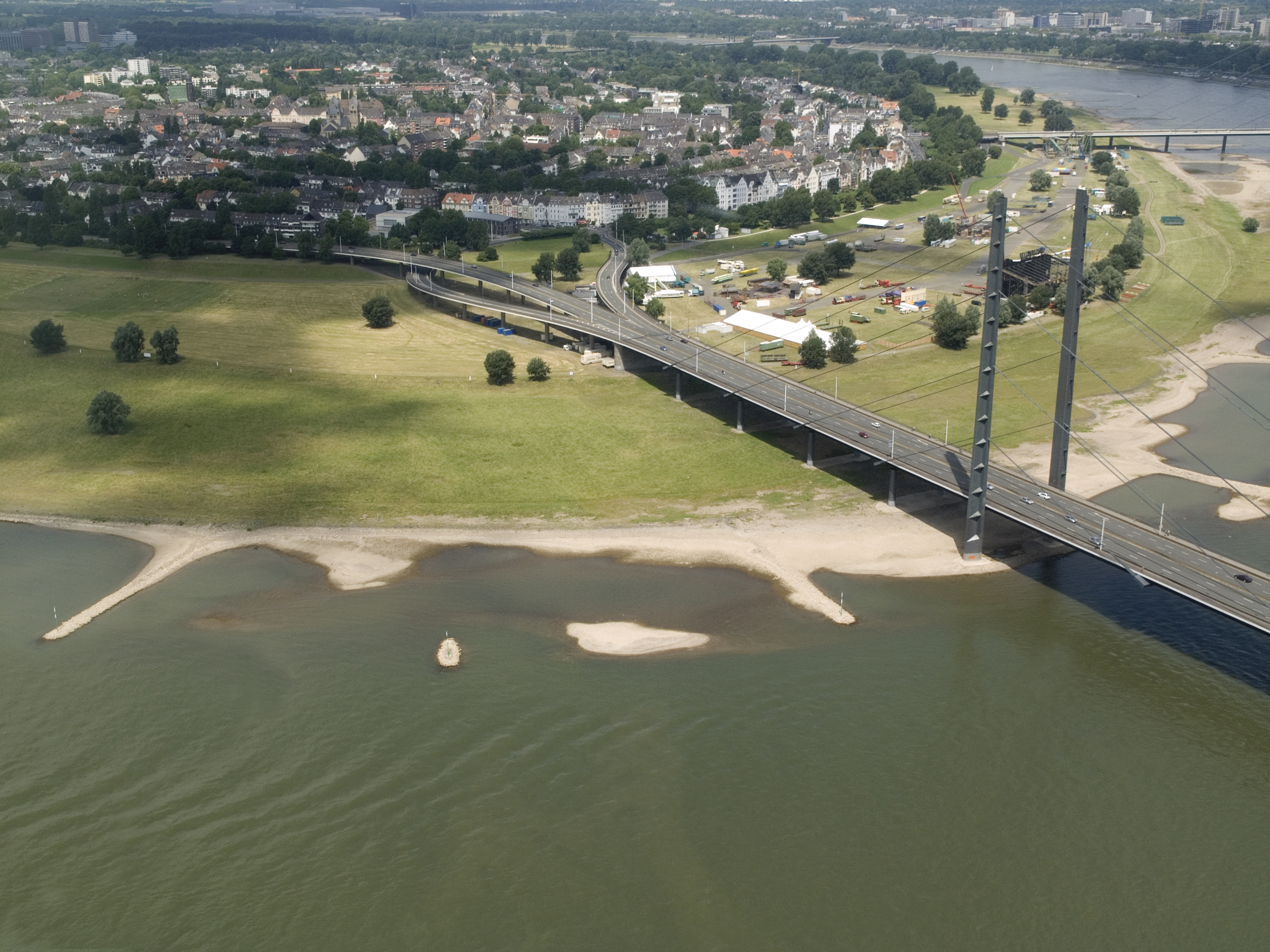
Вид на Оберкассель
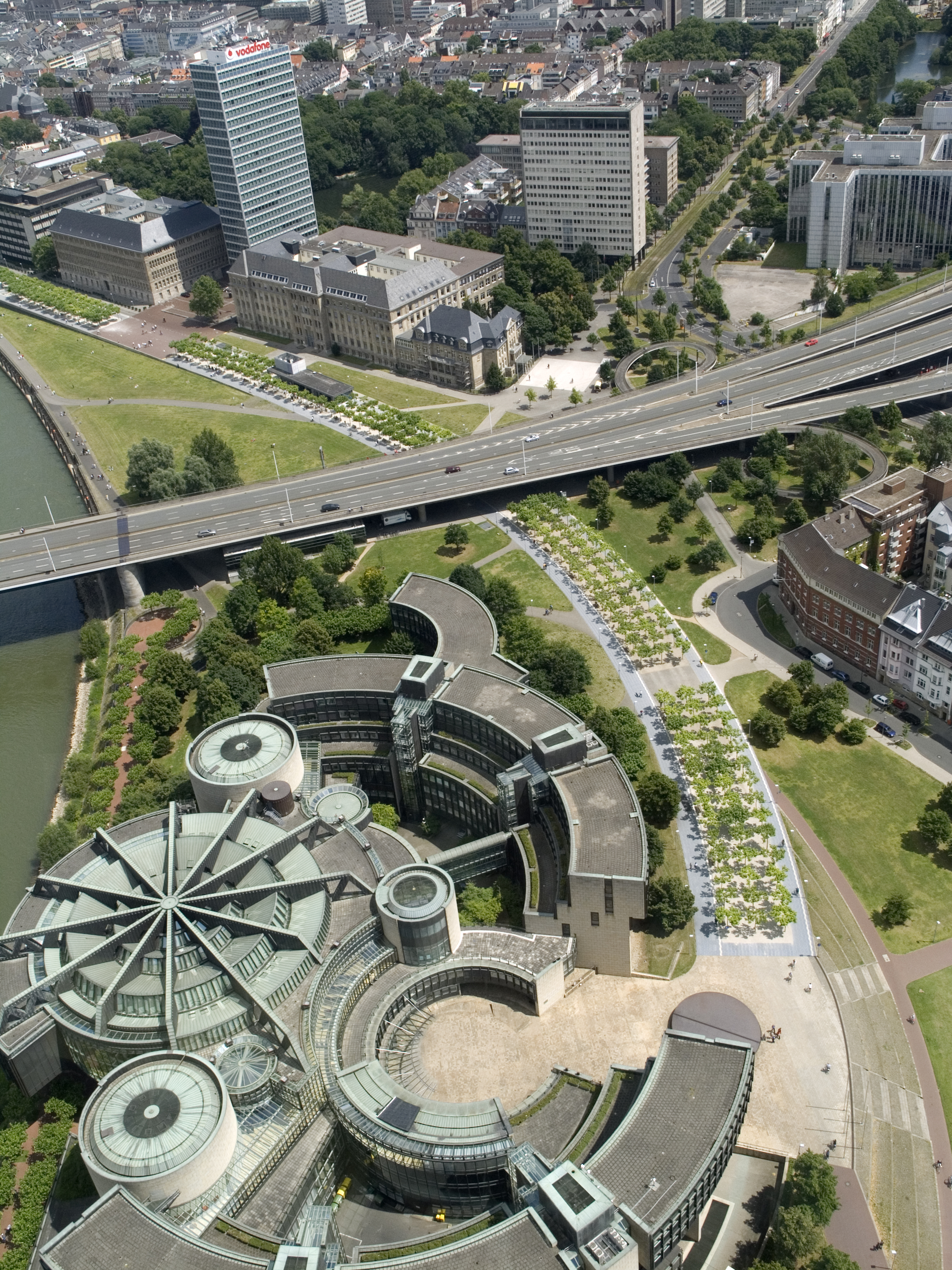
Вид на ландтаг Северного Рейна-Вестфалии
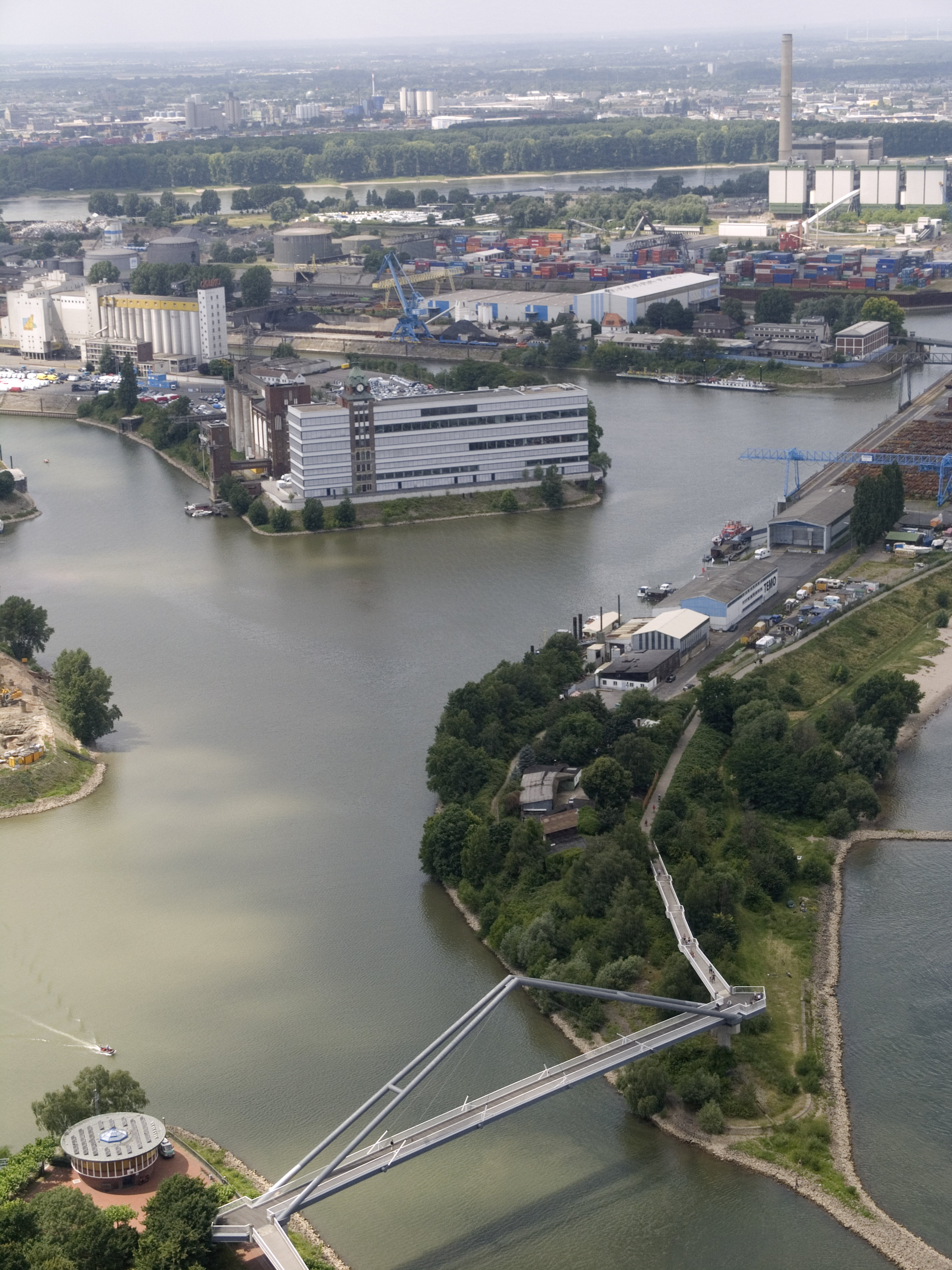
Вид на гавань
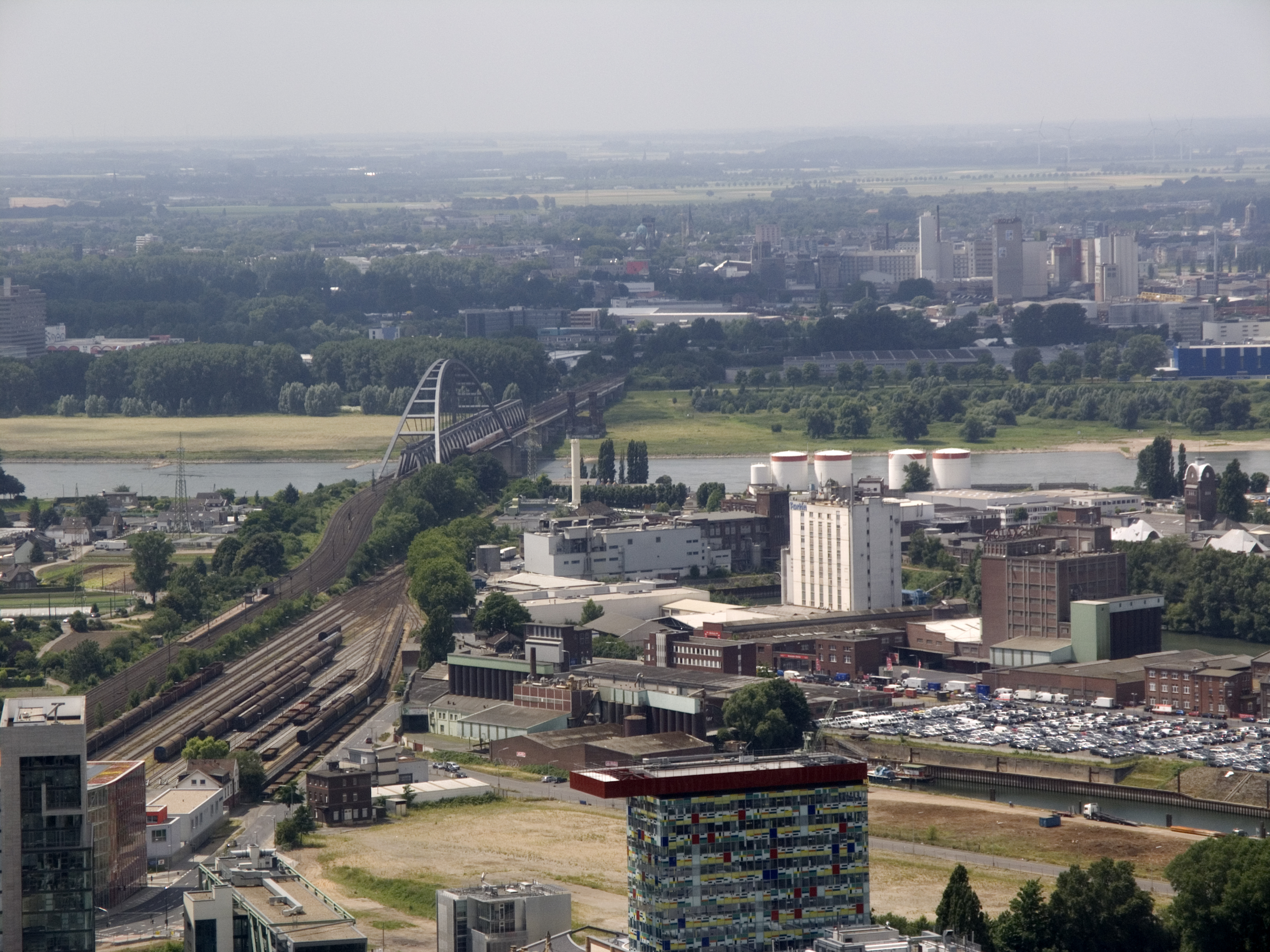
Вид на железнодорожный мост Хамм